# Tubular Bells III Premiere Performance
Tubular Bells III: The Premiere Performance at Horse Guards Parade – zapis koncertu Mike’a Oldfielda z 1998 roku, który odbył się na placu Horse Guards Parade w Londynie. Jest to odtworzony na żywo pełny album Tubular Bells III.
Na koncercie zagrane były również utwory: Moonlight Shadow, Family Man oraz fragment Tubular Bells. Jednakże ze względu na to, iż Virgin Records był w posiadaniu praw do tych utworów, nie mogły się one znaleźć na wydawnictwie WEA.
Zapis koncertu wydany został w 1998 roku na VHS oraz laserdiscu. Na DVD ukazał się w roku 1999 na dwustronnej płycie wraz z koncertem Tubular Bells II: The Performance Live at Edinburgh Castle.

## Spis utworów
1. "The Source of Secrets"
2. "The Watchful Eye"
3. "Jewel in the Crown"
4. "Outcast"
5. "Serpent Dream"
6. "The Inner Child"
7. "Man in the Rain"
8. "The Top of the Morning"
9. "Moonwatch"
10. "Secrets"
11. "Far Above the Clouds"
12. "Secrets" (Encore)
13. "Far Above the Clouds" (Encore)